# داکا-۶
داکا-۶ (به لاتین: Dhaka-6) یک منطقهٔ مسکونی در بنگلادش است که در ناحیه داکا واقع شده‌است.